# マキシ・プリースト
マキシ・プリースト（Maxi Priest、本名：マックス・アルフレッド・エリオット（Max Alfred Elliott）、1961年6月10日 - ）は、ジャマイカ人の家系を持つイギリス出身のレゲエ、ラヴァーズ・ロックの歌手。
ヒット曲「クロース・トゥ・ユー (Close to You)」で知られ、日本との関わりでは、1996年にCHAGE&ASKAの楽曲を世界中の一流アーティストがカバーするトリビュート・アルバム『one voice THE SONGS OF CHAGE&ASKA』に参加。また織田裕二主演のドラマ『踊る大捜査線』の主題歌「Love Somebody」に参加し、ラップとその部分の作詞を担当したことでも知られており、彼自身もこのドラマにカメオ出演 (第10話)している。

## ディスコグラフィ

### スタジオ・アルバム
- 『ユーアー・セイフ』 - You're Safe (1985年)
- 『インテンションズ』 - Intentions (1986年)
- 『マキシ』 - Maxi Priest (1988年)
- 『ボナファイド』 - Bonafide (1990年)
- 『フェ・リアル』 - Fe Real (1992年)
- 『マン・ウィズ・ザ・ファン』 - Man With The Fun (1996年)
- 『コンビネイション』 - CombiNation (1999年)
- 『2 ザ・マックス』 - 2 The Max (2005年)
- Refused (2007年)
- Time Of The Year (2011年)
- Easy To Love (2014年)
- It All Comes Back to Love (2019年)
- United State of Mind (2020年)
- 『ユナイテッド・ステート・オブ・マインド』 - United State of Mind (2021年) ※with ロビン・トロワー、リヴィングストン・ブラウン

### コンピレーション・アルバム
- 『クロース・トゥ・ユー〜ベスト・オブ・ミー』 - Best of Me (1991年)
- 『ザ・ベスト・オブ・マキシ・プリースト』 - The Best Of Maxi Priest (1997年)
- 『グレイテスト・ヒッツ・アンド・レアリティーズ』 - Greatest Hits And Rarities (2000年)
- 『ブルー・スター〜マキシ・プリースト ア・コレクション』 - A Collection (2002年)
- Maximum Collection (2012年)

### プロデュース・アルバム
- 森矢湖亜姫子 : The Vibes (2010年)
- 森矢湖亜姫子 : The Vibes II (2013年)